# Lijst van vernielde monumenten in België
Dit is een lijst van vernielde monumenten in België met een artikel op de Nederlandstalige Wikipedia. Gebouwen die nadien heropgetrokken zijn op dezelfde plaats en in dezelfde stijl, werden niet opgenomen (bv. de Lakenhalle van Ieper, de Sint-Pieterskerk en de Lakenhal van Leuven, het Gravensteen te Gent, de Basiliek van het Heilig Bloed te Brugge).
| Bouwwerk                                      | Gemeente            | Gebouwd   | Vernield  | Oorzaak vernieling               |
| --------------------------------------------- | ------------------- | --------- | --------- | -------------------------------- |
| Abdij Onze-Lieve-Vrouw Ten Duinen             | Koksijde            | 1138      | 1578      | godsdienststrijd (protestanten)  |
| Oostershuis                                   | Antwerpen           | 1568      | 1893      | brand                            |
| Kartuizerklooster                             | Herne               | 1314      | 1580      | godsdienststrijd (protestanten)  |
| Citadel                                       | Antwerpen           | 1572      | 1832      | oorlog (bombardement)            |
| Sint-Gorikskerk                               | Brussel             | 1564      | 1797      | ontkerstening (Franse Revolutie) |
| Belfort                                       | Brussel             | ?         | 1714      | oorlog (bombardement van 1695)   |
| Handelsbeurs                                  | Antwerpen           | 1583      | 1858      | brand                            |
| Waterburcht                                   | Rupelmonde          | 1389      | 1678      | oorlog                           |
| Art Nouveau Volkshuis                         | Brussel             | 1899      | 1965      | sloop                            |
| Hôtel Aubecq                                  | Brussel             | 1902      | 1949      | sloop                            |
| Bogaardenstation                              | Brussel             | 1869      | 1949      | sloop                            |
| Oude Noordstation                             | Brussel             | 1862      | 1955      | sloop                            |
| Koninklijke Stapelhuizen                      | Antwerpen           | 1830      | 1990      | sloop                            |
| Nederlandsche Schouwburg ("Vlaams Theater")   | Antwerpen           | 1871      | 1964      | sloop                            |
| Neogotisch station                            | Brugge              | 1886      | 1949      | sloop                            |
| Vishal                                        | Leuven              | 1884      | 1972      | sloop                            |
| Prinsenhof                                    | Brugge              | 1369 ca   | 1662/1888 | sloop                            |
| Hof ten Walle                                 | Gent                | 1340      | ?         | ?                                |
| Paleis van Maria van Hongarije                | Binche              | 1549      | 1554      | oorlog                           |
| Eerste Kasteel van Mariemont                  | Mariemont           | 1560      | 1710 (ca) | ?                                |
| Tweede Kasteel van Mariemont                  | Mariemont           | 1754      | 1794      | oorlog (Franse Revolutie)        |
| Romaanse kerk                                 | Hoei                | 1066      | 1311      | afbraak                          |
| Romaanse basiliek                             | Affligem            | 1086      | 1333      | brand                            |
| Eerste IJzertoren                             | Diksmuide           | 1930      | 1946      | Aanslag op de IJzertoren         |
| Bourgondisch kasteel                          | Kortrijk            | 1394      | 1684      | afbraak volgens vredesverdrag    |
| Waterhalle                                    | Brugge              | 1294      | 1787      | sloop                            |
| Art Nouveau pier                              | Blankenberge        | 1894      | 1914      | oorlog                           |
| Sint-Donaaskathedraal                         | Brugge              | vanaf 944 | 1799-1803 | Franse Revolutie                 |
| Internationaal Rogiercentrum ("Martinitoren") | Brussel             | 1958      | 2004      | sloop                            |
| Sint-Michielsabdij                            | Antwerpen           | 1124      | 1831      | ontkerstening (Franse Revolutie) |
| Sint-Lambertuskathedraal                      | Luik                | 1194      | 1793      | ontkerstening (Franse Revolutie) |
| Abdij van Villers                             | Villers-la-Ville    | 1146      | 1796      | ontkerstening (Franse Revolutie) |
| Romaanse Sint-Maartensbasiliek                | Luik                | 1251      | 1312      | volksopstand                     |
| Kasteel van Crèvecœur                         | Bouvignes-sur-Meuse | 1176      | 1554      | oorlog                           |
| Sint-Christoffelkerk                          | Brugge              | ?         | 1786      | afbraak                          |
| Sint-Salvatorabdij                            | Ename               | ?         | 1794      | ontkerstening (Franse Revolutie) |
| Coudenbergpaleis                              | Brussel             | ?         | 1731      | brand (afbraak 1774)             |
| A l'Innovation                                | Brussel             | 1902      | 1967      | brand                            |
| Burcht                                        | Antwerpen           | 1225      | 1880      | afbraak                          |
| Sint-Walburgiskerk                            | Antwerpen           | 1250      | 1798      | ontkerstening (Franse Revolutie) |
| Gotische abdijkerk                            | Stavelot            | 1501      | 1793      | ontkerstening (Franse Revolutie) |
| Onze-Lieve-Vrouwekerk                         | Gent                | ?         | 1799      | ontkerstening (Franse Revolutie) |
| Hotel Gauquié                                 | Oostduinkerke       | 1900      | 2001      | sloop                            |
| Kasteel Pietersheim                           | Lanaken             | 1449      | 1836      | brand                            |
| Minderbroedersklooster                        | Lanaken             | 1707      | 2004      | sloop                            |
| Nationale Schietbaan                          | Schaarbeek          | 1886      | 1963      | sloop                            |
| "Belle Epoque" station Luik-Guillemins        | Luik                | 1863      | 1958      | sloop                            |
| Eclectisch Kursaal                            | Oostende            | 1878      | 1940      | oorlog                           |
| Centrale Hallen                               | Brussel             | 1873      | 1956-1963 | sloop                            |
| Koninklijk kasteel van Ardenne                | Houyet              | 1891      | 1968      | brand                            |
| Pedagogie Het Varken                          | Leuven              | 1428      | 1807      | sloop                            |
| In de Leiebrug                                | Kortrijk            | 1866      | 1944      | oorlog                           |
| Dwangburcht van Kortrijk                      | Kortrijk            | 1302      | 1394      | sloop                            |
| Renaissancekasteel                            | Boussu              | 1540      | 1810      | sloop                            |
| Paleis van Nassau                             | Brussel             | 1340      | 1750 ca   | sloop                            |
| Tapissierspand                                | Antwerpen           | 1555      | 1829      | sloop                            |
| Kasteel van Ronse                             | Ronse               | 1630      | 1823      | sloop                            |
| Gravenkasteel                                 | Salmchâteau         | 1362      | 1788      | sloop                            |
| Romeinse tempel                               | Tongeren            | 100 ca    | 350 ca    | onbekend                         |
| Fort van Monterey                             | Sint-Gillis         | 1672      | 1782      | sloop                            |
| Citadel van Gent                              | Gent                | 1671      | 1874      | sloop                            |
| Scheldebrug van Eiffel                        | Temse               | 1870      | 1940      | oorlog                           |
| Sint-Pietersabdij                             | Lobbes              | 697       | 1794      | ontkerstening (Franse Revolutie) |
| Hôpital Saint-Mathieu-à-la-Chaîne             | Luik                | 1112      | 1786      | sloop                            |
| Eekhoutabdij                                  | Brugge              | 1130      | 1803      | ontkerstening (Franse Revolutie) |
| Kasteel van de hertogen van Brabant           | Tervuren            | 1190      | 1781      | sloop                            |
| Spanjaardenkasteel                            | Gent                | 1540      | 1834      | sloop                            |
| Granvellepaleis                               | Brussel             | 1555      | 1931      | sloop                            |
| Benedictinessenabdij                          | Vorst               | 1105      | 1797      | ontkerstening (Franse Revolutie) |